# Oued Djer (rivière)
Pour l’article homonyme, voir Oued Djer.
L'oued Djer est un cours d'eau, qui prend naissance dans la Mitidja et ses massifs environnants, parcourt la wilaya d'Alger et après avoir rejoint l'oued Chiffa pour devenir l'oued Mazafran se jette dans la Méditerranée.